# Bodie Hume
Bodie Hume (Sterling, Colorado; 21 de septiembre de 1999) es un baloncestista estadounidense que pertenece a la plantilla del Telekom Baskets Bonn de la Basketball Bundesliga. Con 1,98 metros de estatura, juega en la posición de alero.

## Trayectoria deportiva

### Universidad
Jugó cuatro temporadas con los Bears de la Universidad Septentrional de Colorado, en las que promedió 12,5 puntos, 5,5 rebotes, 1,2 asistencias y 1,1 tapones por partido. En su primera temporada fue elegido novato del año de la Big Sky Conference, tras promediar 10,8 puntos. 4,3 rebotes y 1,2 tapones por partido, mientras que en las dos temporadas siguientes fue incluido en el segundo y tercer mejor quinteto de la conferencia, respectivamente.

#### Estadísticas en la NCAA
| Año     | Equipo            | PJ  | PT  | MPP  | %TC  | %3P  | %TL  | RPP | APP | ROB | TPP | PPP  |
| ------- | ----------------- | --- | --- | ---- | ---- | ---- | ---- | --- | --- | --- | --- | ---- |
| 2018–19 | Northern Colorado | 32  | 28  | 26.3 | .434 | .377 | .720 | 4.3 | .9  | .4  | 1.2 | 10.8 |
| 2019–20 | Northern Colorado | 31  | 31  | 31.7 | .395 | .339 | .714 | 5.0 | 1.3 | .8  | 1.0 | 13.9 |
| 2020–21 | Northern Colorado | 21  | 21  | 32.4 | .460 | .393 | .538 | 7.1 | 1.2 | 1.2 | 1.2 | 15.9 |
| 2021–22 | Northern Colorado | 38  | 37  | 29.6 | .432 | .315 | .673 | 6.2 | 1.3 | .8  | 1.0 | 11.0 |
| Total   | Total             | 122 | 117 | 29.7 | .427 | .351 | .658 | 5.5 | 1.2 | .8  | 1.1 | 12.5 |

### Profesional
Tras no ser elegido en el Draft de la NBA de 2022, firmó su primer contrato profesional el 9 de julio con el Borås Basket sueco. Allí jugó una temporada en la que promedió 14,0 puntos y 5,5 rebotes por partido.
El 30 de junio de 2023 fichó por el equipo alemán del BG 74 Göttingen de la Basketball Bundesliga. En 34 partidos de liga promedió 12,2 puntos y 4,5 rebotes.
El 8 de julio de 2024 fichó por el Telekom Baskets Bonn, también de la Basketball Bundesliga.